# Camille Ammoun
Camille Ammoun (Beirut, 16 dicembre 1975) è uno scrittore libanese.

## Biografia
Dopo aver studiato economia e scienze politiche a Beirut, Parigi e Bologna, Camille Ammoun ha lavorato per dieci anni a Dubai sui temi della sostenibilità e della resilienza urbana. Allo stesso tempo, scrisse il suo primo romanzo Ougarit che è soprattutto un ritratto della città, come se la scrittura romanzesca fosse la forma ultima dell'urbanologia, questa disciplina creata dall'autore.
Di ritorno in Libano nel 2018, dopo 20 anni di espatrio, si impegna per una riforma democratica delle istituzioni. In seguito al movimento popolare libanese del 17 ottobre 2019, scrive il suo secondo libro, Ottobre Libano, che è una passeggiata attraverso alcuni quartieri, che fungono da supporto per un richiamo alle principali tappe della rivoluzione libanese.
Vincitore nel 2020 del Premio Écrire la Ville, attraverso la sua opera letteraria dice di volere trasformare il testo urbano in un testo letterario.
Camille Ammoun è membro della Casa Internazionale degli Scrittori a Beirut (Beyt el Kottab). Insegna Ambiente urbano all'Università Saint-Joseph di Beirut e tiene un laboratorio di psicogeografia dal titolo Camminare/scrivere all'Accademia libanese di Belle Arti. Tra febbraio 2022 e marzo 2023 scrive una rubrica mensile dal titolo Beyrouth dans le monde (Beirut nel mondo) sul quotidiano libanese francofono L'Orient-Le Jour.

## Influenza
Il primo romanzo di Camille Ammoun, Ougarit (Inculte, 2019), combina intrighi politici e polizieschi con una riflessione sull'urbanistica di Dubai e, attraverso questa città, sull'urbanistica del XXI secolo. Il suo secondo libro, Ottobre Libano (Mesogea, 2021), esplora Beirut utilizzando una strada specifica per esporre la corruzione del sistema politico libanese.
Tra le influenze notevoli del suo lavoro, Ammoun cita spesso l'autore britannico Iain Sinclair e l'argentino Jorge Luis Borges, che appare anche in Ougarit.
Ammoun descrive il suo metodo come un mix di camminata, scrittura e digressioni per trasformare le osservazioni urbane in narrazione letteraria, influenzata dalla psicogeografia. Fa riferimento a Sinclair e al suo libro London Orbital (Inculte, 2010), in cui l'autore esplora la tangenziale di Londra intrecciando ricordi, conversazioni ed evocazioni per criticare gli eccessi del thatcherismo.
L'approccio di Ammoun utilizza anche riferimenti a Borges e al suo concetto dell'Aleph, una visione onnisciente della città, che offre una prospettiva storica e geografica per comprenderla sotto molteplici angolazioni.

## Opere
- Ottobre-Libano (immagini di città),[5] Traduzione di Caterina Pastura, Mesogea, 2021

Non tradotto:
- Subsidence,[6] (romanzo) Terre Urbaine, 2023
- Ce qui nous arrive, (collettivo), Inculte, 2022
- Ougarit, (romanzo), Inculte, 2019